# پاملا گرین
پاملا گرین (انگلیسی: Pamela Green؛ زاده ۲۸ مارس ۱۹۲۹ درگذشته ۷ مهٔ ۲۰۱۰) یک مانکن اهل بریتانیا بود.
از فیلم‌ها یا برنامه‌های تلویزیونی که وی در آن نقش داشته‌است می‌توان به دنیای برهنه هریسون مارکس اشاره کرد.